# Тиранчик-чубань
Тира́нчик-чуба́нь (Lophotriccus) — рід горобцеподібних птахів родини тиранових (Tyrannidae). Представники цього роду мешкають в Центральній і Південній Америці.

## Таксономія і систематика
Молекулярно-генетичне дослідження, проведене Телло та іншими в 2009 році дозволило дослідникам краще зрозуміти філогенію родини тиранових. Згідно із запропонованою ними класифікацією, рід Тиранчик-чубань (Lophotriccus) належить до родини Пікопланові (Rhynchocyclidae), підродини Мухоловоклинодзьобних (Todirostrinae). До цієї підродини систематики відносять також роди  Чорночубий мухолов (Taeniotriccus), Великий мухоїд (Cnipodectes), Тітіріджі (Hemitriccus), Мухолов-клинодзьоб (Todirostrum), Мухолов (Poecilotriccus), Аруна (Myiornis), Жовтоокий тиранчик (Atalotriccus) і Криводзьоб (Oncostoma). Однак більшість систематиків не визнає цієї класифікації.

## Види
Виділяють чотири види:
- Тиранчик-чубань західний (Lophotriccus pileatus)
- Тиранчик-чубань перуанський (Lophotriccus vitiosus)
- Тиранчик-чубань бразильський (Lophotriccus eulophotes)
- Тиранчик-чубань гаянський (Lophotriccus galeatus)

## Етимологія
Наукова назва роду Lophotriccus походить від сполучення слів дав.-гр. λοφος — чуб і τρικκος — дрібна пташка (в орнітології означає птаха з родини тиранових).